# Héctor Luisi
Héctor Luisi (* 19. September 1919 in Montevideo; † 5. August 2013 in Bethesda) war ein uruguayischer Diplomat und Politiker.
Luisi wurde als Sohn des Admirals Héctor Luisi und der Berta Rodríguez geboren. Er war der Enkel des ehemaligen Leiters der Abteilung für Öffentlichkeitsarbeit in der uruguayischen Cámara de Representantes Ángel Luisi. Seine Tanten waren die Luisi-Schwestern Paulina, Clotilde, Luisa, Inés, Elena und Ana, die in Uruguay als Vorkämpferinnen des Feminismus gelten. Luisi selbst hatte mit seiner Frau Blanca Grosso die beiden Kinder Héctor Luisi Grosso und Blanca Luisi de Ruebensaal sowie sechs Enkel und einen Urenkel.
Luisi durchlief eine Ausbildung auf der „Escuela Naval“, der Marineschule. Sodann nahm er ein Studium der Rechtswissenschaften an der Universidad de la República auf. Später studierte er dann auch Internationales Recht bei John Maynard Keynes und Bertrand Russell am St. John’s College der Universität Cambridge und schloss dort erfolgreich rechtsvergleichende Studien ab. Er gründete gemeinsam mit anderen eine Kanzlei, das Estudio Jurídico Nin, Luisi & Zunino, und spezialisierte sich dort auf Internationales Ziviles Luftfahrtrecht. Zudem lehrte er am Instituto Alfredo Vásquez Acevedo und ging einer Dozententätigkeit an der Escuela Militar und einem Abendgymnasium nach.
Luisi, der der Partido Colorado angehörte, war in den 1960er Jahren Berater von Óscar Gestido. Ab dem 15. Februar 1967 hatte er zunächst bis zum 2. März 1967 in der 40. Legislaturperiode ein Titularmandat als Senator in der Cámara de Senadores inne. Vom 1. März 1967 bis zum 25. April 1968 war er sodann Außenminister Uruguays. Vom 10. Oktober 1967 bis zum 30. Oktober 1967 hatte er zudem die Position des Direktors des Oficina de Planeamiento y Presupuesto inne. Ab dem 30. April 1968 nahm er seinen Sitz im Senat wieder mit zwischenzeitlicher Unterbrechung ein, trat schließlich aber am 23. Dezember 1968 zurück. 1969 wurde ihm dann das Amt des uruguayischen Botschafters in den USA übertragen. Im Zuge des Staatsstreichs trat er 1973 aus Protest zurück. Nachdem die zivil-militärische Diktatur in Uruguay überwunden war, erfolgte seine abermalige Ernennung zum Botschafter in Washington. 1989 verließ er diesen Posten und ging in den Ruhestand.

## Zeitraum seiner Parlamentszugehörigkeit
- 15. Februar 1967 bis 2. März 1967 (Cámara de Senadores, 40. LP)
- 30. April 1968 bis 5. September 1968 (Cámara de Senadores, 40. LP)
- 14. Oktober 1968 bis 23. Dezember 1968 (Cámara de Senadores, 40. LP)

## Auszeichnungen
- Officer of the British Empire